# Јулија: Случајеви једног криминолога
Јулиа (случајеви једног криминолога) (итал. Julia - Le avventure di una criminologa) је серија италијанских стрипова коју је осмислио Ђанкарло Берарди, а коју објављује издавачка кућа Серђо Бонели едиторе.
Главна јунакиња, Јулиа Кендал је криминолог, а у решавању случајева помоћ јој обично пружа њен пријатељ, приватни детектив Лео Бакстер. Као инспирација за лик Јулије послужила је Одри Хепберн, док је Лео Бакстер цртан према лику Ника Нолтија.

У Србији, издавачке куће Darkwood и Golconda радиле су/раде на редовној серији и њеном преднаставку („Младост једног криминолога”). Дарквуд је превео и издао прве две приче преднаставка у два засебна издања, и прве 44 приче редовног серијала, такође у засебним издањима. Голконда тренутно ради на преводу осталих прича.